# ミカヅキシマアジ

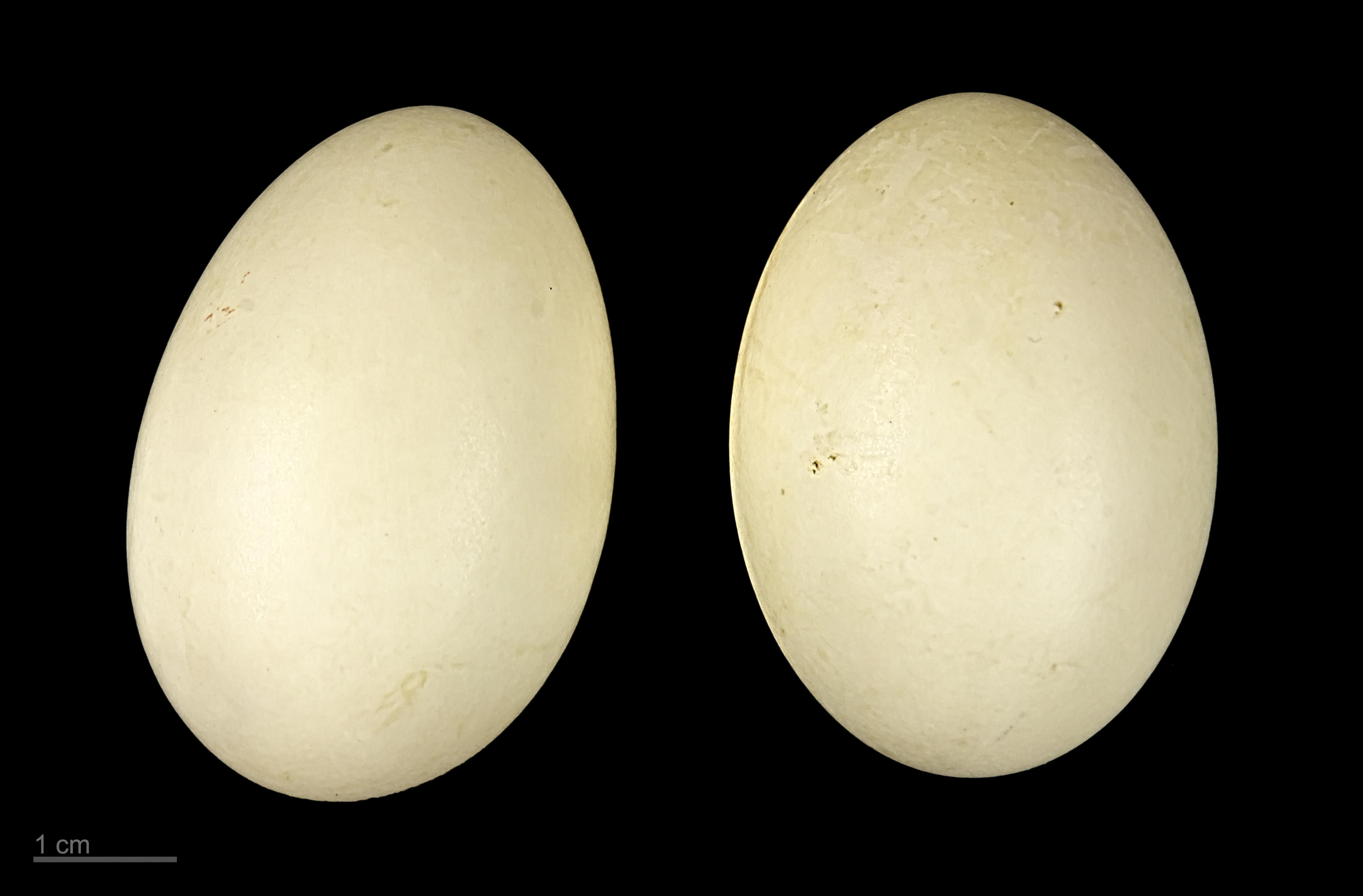
Anas discors

ミカヅキシマアジ（三日月縞味、Spatula discors）は、鳥綱カモ目カモ科ハシビロガモ属に分類される鳥類。

## 分布
北緯60度以北の北アメリカ大陸で繁殖し、冬季になると北アメリカ大陸南部やウルグアイ以北の南アメリカ大陸北部へ南下し越冬する。
日本では1996年1月に愛知県木曽川でオス1羽が発見された例がある（迷鳥）。

## 形態
全長35-41センチメートル。翼長オス18-19.6センチメートル、メス17.5-19.2センチメートル。翼開張60-69センチメートル。嘴基部に白色斑が入る後肢は黄色や橙色。
繁殖期のオスは頭部の羽衣が紫灰色や青灰色で、嘴基部の白色斑は三日月形。胴体の羽衣は褐色で、下面には黒色斑が入る。雨覆は淡青色。次列風切の光沢（翼鏡）は緑色。非繁殖期のオス（エクリプス）やメスは全身の羽衣が褐色。

## 生態
河川や湖沼に生息する。
主に水面で採食を行い、倒立して水中で採食することはほとんどない。
繁殖形態は卵生。丈が高い草原などに巣を作り、10-12個の卵を産む。抱卵期間は21-24日。